# Роберт Палмер
Роберт Аллен Палмер (англ. Robert Allen Palmer; 19 січня 1949, Бетлі, Велика Британія—26 вересня 2003, Париж, Франція) — вокаліст, гітарист, композитор, автор текстів.

## Життєпис
У другій половині 1960-х років під час буму прогресивного року Палмер виступав з гуртом The Mandrake Paddle Steamer, працюючи паралельно графіком-проектантом. Незабаром він потрапив до Лондона, де став учасником поважної, але позбавленої комерційного успіху формації Alan Bown Set, змінивши там Джесса Родена.
1970 року Палмер залишив цю формацію і приєднався до авангардного джаз-рокового гурту Dada, у складі якого виступала також вокалістка Елкі Брукс. Наступного року проект Dada перетворився на досить популярний гурт Vinegar Joe. Проте 1974 року, записавши три альбоми, цей гурт розпався, а Палмер того ж року дебютував як соліст лонгплеєм «Sneakin' Sally Through». Записаний за допомогою фанк-гурту The Meters та Лоуелла Джорджа з Little Feat, цей альбом став справжнім артистичним тріумфом Палмера, започаткувавши багаторічну співпрацю співака з Крісом Блеквеллом та його фірмою «Island». Блеквел дуже сильно вірив у можливості таких виконавців, як Палмер та Джон Мартін, і ніколи не обмежував їх творчої свободи.
У запису наступного альбому «Pressure Drop» цього разу допомагав весь гурт Little Feat, а сам співак після роботи над цією платівкою перебрався до Нью-Йорка. Цікаво, що хоча Палмер не міг похвалитися високими тиражами своїх платівок, незабаром він переселився на розкішні Багамські острови, де мешкав багато років.
1976 року на музичному ринку з'явився його черговий альбом «Some People Can Do What They Like», який однак зустріли неоднозначно як критики, так і слухачі. Надалі певний час альбоми Палмера були популярнішими в США, ніж у Британії, а свій
перший хіт-сингл в американському Тор-10 «Bad Case Of Loving You» Палмер записав 1979 року разом з блюзовим музикантом Муном Мартіном. Проте під час роботи над альбомом 1980 року «Clues» йому допомагав Гарі Ньюмен і платівка здобула більшого успіху вже у Британії, а через два роки твір «Some Guys Have All he Luck» потрапив у британський Тор-20.
Попри те, що Палмер не збирався залишати сольну кар'єру, 1985 року він ввійшов до складу формації The Power Station, разом з екс-Duran Duran Енді Тейлером (Andy Taylor) — гітара та Джоном Тейлером (John Taylor) — бас, а також американським ударником Тоні Томпсоном (Tony Tompson). Музиканти запропонували альбом «The Power Station», який опинився у британському та американському Тор-10. З нього також походили хіт-сингли «Some Like It Hot» та «Get It On». Проте вже влітку того ж року Палмер залишив The Power Station, а наприкінці 1985 року на музичному ринку з'явився його сольний альбом «Riptide», який приніс автору найбільший успіх за всю попередню кар'єру. Завдяки досконало зробленим творам цей лонгплей відразу потрапив до британського Тор-5 та американського Тор-10.
1986 року Палмер заспівав на альбомі Джона Мартіна «Sapphire» і потрапив на вершину американського чарту з опрацьованою до дрібниць композицією «Addicted To Love». Цей твір став також всесвітнім хітом, а в Британії зайняв п'яту позицію. Великий успіх «Addicted To Love» повторив черговий хіт-твір «І Didn't Mean То Turn You On».
Перебравшись з родиною до Швейцарії, Палмер після 14-річної співпраці залишив «Island» і уклав нову угоду з фірмою «ЕМІ». Альбом 1988 року «Heavy Nova» супроводжував черговий хіт-сингл «She Makes My Day». Проте наступного року фірма «Island» видала збірку записаних для неї Палмером творів, яка мала більший успіх, ніж «Heavy Nova».
До британського чарту співак повернувся 1990 року, коли записана разом з гуртом UB 40 композиція Боба Ділана «I'll Be Your Baby Tonight» потрапила до Top 10. Того ж року цей успіх повторив альбом «Don't Explain», а наступного — сингл з твором Марвіна Гейя «Mercy Mercy Me».
Надалі Палмер продовжує записувати успішні роботи, залишаючись дуже шанованим виконавцем та автором пісень. Також співака визнали як одного з найелегантніше одягнених артистів.
1996 року на музичній сцені знову з'явилась The Power Station у такому складі: Роберт Палмер, Енді Тейлор, Тоні Томпсон та Бернард Едвардс (Bernard Edwards) — бас, і запропонувала альбом «Living In Fear».

## Дискографія
- 1974: Sneakin' Sally Through The Alley
- 1975: Pressure Drop
- 1976: Some People Can Do As They Like
- 1978: Double Fun
- 1979: Secrets
- 1980: Clues
- 1982: Maybe It's Alive
- 1983: Pride
- 1985: Riptide
- 1987: The Early Years
- 1988: Heavy Nova
- 1989: Addictions Vol.1
- 1990: Don't Explain
- 1992: Addictions Vol.2
- 1992: Ridin' High
- 1994: Honey
- 1995: The Very Best Of Robert Palmer
- 1999: Rhythm & Blues
- 2001: Live at the Apollo
- 2003: Drive

### Dada
- 1970: Dada

### Vinegar Joe
- 1972: Vinegar Joe
- 1972: Rock'n'Roll Gypsies
- 1973: Six Star General

### The Power Station
- 1985: The Power Station
- 1996: Living In Fear